# Ixodes pomerantzi
Ixodes pomerantzi este o specie de căpușe din genul Ixodes, familia Ixodidae, descrisă de Glen M. Kohls în anul 1956. Conform Catalogue of Life specia Ixodes pomerantzi nu are subspecii cunoscute.